# آستكا
آستكا (بالإنجليزية: Astika)‏ هو ريشي (حكيم) هندوسي قديم، وكان ابنًا لجراكارو من الإلهة الأفعى ماناسا - أخت الملك الأفعى العظيم فاسوكي. وفقًا لماهابهاراتا، فقد أنقذ حياة الثعبان تاكشاكا، ملك الأفاعي، عندما نظم الملك جاناميجايا لحفل تُقدم فيه أفعى كقربان اسمه ساربا ساترا، حيث قدم تضحيات كبيرة من الثعابين، وذلك للانتقام لموت والده باريكشيت الذي قضى بسبب لدغة من الأفعى تاكشاكا. في النهاية، حُثَّ الملك على إنهاء اضطهاده لجنس الثعابين، ومنذ ذلك الحين يتم الاحتفال بهذا اليوم القرباني كمهرجان باسم ناغ بانشامي.